# Hieronymus Lochmatter
Hieronymus Lochmatter (* 3. März 1916 in St. Niklaus; † 1993 in Brig-Glis) war ein Schweizer Dirigent und Komponist. Er ist der Komponist des bekannten Walliser Marsches.

## Familie
Hieronymus Lochmatter war ein Enkel der im Jahre 1820 geborenen Maria Lochmatter, die die älteste Schwester von Josef Marie Lochmatter war. Im Jahre 1945 heiratete Hieronymus Lochmatter Maria Anna Brägger von Kirchberg. Das Ehepaar führte ab 1960 das Hotel Monte Rosa in St. Niklaus Dorf. Die Familie zog nach Brig-Glis.

## Dirigent
Hieronymus Lochmatter war Dirigent u. a. der Musikgesellschaft Edelweiss in St. Niklaus VS und von 1962 bis 1977 der Musikgesellschaft Brunegghorn in Herbriggen.

## Komponist
Hieronymus Lochmatter komponierte u. a. im Jahre 1968 den Walliser Marsch (auch: Marsch des Gebrigsinfanterieregiments 18 (Geb Inf Rgt 18,  heute Gebirgsinfanteriebrigade 9 (Geb Inf Br 9))) und im Jahre 1972 den Aletsch-Marsch. Der Walliser Marsch hatte in der Schweiz Erfolg und wurde von einer holländischen Musikvertretung erworben. Auch heutzutage wird er noch des Öfteren gespielt, so wie am 82. Oberwalliser Musikfest im Jahre 2017.